# The Diary of a Band Volume One
The Diary of a Band Volume One è un album live di John Mayall, pubblicato dalla Decca Records nel gennaio del 1968.

## Tracce
Brani composti da John Mayall, tranne dove indicato
Lato A
1. Blood on the Night – 9:05 – Registrato il 19 ottobre 1967 al Club a Go Go di Newcastle (Inghilterra)
2. Edmonton - Cooks Ferry Inn (Speech Impromptu) – 2:56 – Registrato il 29 ottobre 1967
3. I Can't Quit You Baby – 10:02 (Willie Dixon) – Registrato il 5 novembre 1967 a Schiedam, Paesi Bassi

Lato B
1. Medley – 9:36 – a) Registrato il 5 novembre 1967 a Schiedam, Paesi Bassi d) Registrato il 13 novembre 1967 a Belfast (Irl.Nord) d) Registrato il 12 dicembre 1967 al Kings College di Londra (Ingh.)
2. My Own Fault – 11:25 – Registrato il 2 novembre 1967 a Londra (Inghilterra)
3. God Save the Queen – 2:50 (John Bull) – Registrato il 14 novembre 1967 a Port Stewart, Irlanda

## Musicisti
- John Mayall - voce
- Mick Taylor - chitarra
- Dick Heckstall-Smith - sassofono tenore, sassofono soprano
- Chris Mercer - sassofono tenore, sassofono baritono
- Keith Tillman - basso
- Keef Hartley - batteria